# Kawaha Point
Kawaha Point est une banlieue de Rotorua dans la région de la baie de l’Abondance dans l’ Île du Nord de la Nouvelle-Zélande.

## Histoire
En 1910, le secteur était utilisé pour la culture des pommes de terres.
En 1917, un fils de l’homme d’affaires et homme politique Robert Gillies (en), nommé Arthur William Gillies (1871-1940), entreprit le développement du secteur de Kawaha Point, quand il offrit un terrain pour la construction de l’hôpital, sous condition que le gouvernement améliore la route.
L’emprunt pour améliorer la route fut approuvé en 1924 et le terrain fut vendu en 1927 et finalisé en 1929.
Initialement le développement ne devait concerner que le côté sud de la pointe.
La zone située vers le nord fut construite environ entre 1966 et 2000.

## Démographie
La zone statistique de Kawaha, qui correspond à cette banlieue avait une population de 1 902 habitants lors du recensement de 2018 en Nouvelle-Zélande, en augmentation de 129 personnes (7,3 %) depuis le recensement de 2013, et une augmentation de 261 personnes (15,9 %) depuis le recensement de 2006 en Nouvelle-Zélande. Il y avait 687 logements.
On comptait 930 hommes et 975 femmes, donnant un sexe-ratio de 0,95 homme pour une femme.
L’âge médian était de 39,3 ans (comparé avec les 37,4 ans au niveau national), avec 411 personnes (21,6 %) âgées de moins de 15 ans, 333 personnes (17,5 %) âgées de 15 à 29 ans, 846 personnes (44,5 %) âgées de 30 à 64 ans, et 312 personnes (16,4 %) âgées de 65 ans ou plus.
L’ethnicité était pour 66,1 % européens/Pākehā, 33,4 % māori, 7,3 % personnes du Pacifique, 10,6 % asiatiques, et 2,4 % d’une autre ethnicité (le total peut faire plus de 100 % dans la mesure où une personne peut se déclarer de multiples ethnicités).
La proportion de personnes nées outre-mer était de 21,8 %, comparée avec les 27,1 % au niveau national.
Bien que certaines personnes refusent de donner leur religion, 48,7 % n’avaient aucune religion, 36,4 % étaient chrétiens, 1,4 % étaient hindouistes, 0,5 % étaient musulmans, 1,1 % étaient bouddhistes et 4,9 % avaient une autre religion.
Parmi ceux d’au moins 15 ans d’âge, 339 personnes (22,7 %) avaient un niveau de licence ou un degré supérieur, et 246 personnes (16,5 %) n’avaient aucune qualification formelle.
Les revenus médian étaient de 31,200 $, comparés avec les 31,800 $ au niveau national.
Le statut d’emploi de ceux d’au moins 15 ans était pour 741 personnes (49,7 %) employées à plein temps, 201 personnes (13,5 %) étaient à temps partiel, et 87 personnes (5,8 %) étaient sans emploi.

## Éducation
L’école de Kawaha Point School est une école primaire, publique, mixte, allant de l’année 1 à 6, avec un effectif de 261 élèves en juillet 2022.
L’école enseigne certaines classes en langue Maori.
L’école a ouvert en 1979.

## Transport
Kawaha a été desservie par des bus depuis au moins l’année 1943 et mainteant a un service de bus toutes les demi-heures.
La piste cyclable de Ngongotahā, qui fut ouverte en 2012 circule vers l’ouest de la localité de Kawaha.